# اسکات مایکل فوستر
اسکات مایکل فوستر (انگلیسی: Scott Michael Foster؛ زادهٔ ۴ مارس ۱۹۸۵) هنرپیشه اهل ایالات متحده آمریکا است. وی از سال ۲۰۰۵ میلادی تاکنون مشغول فعالیت بوده‌است.
از فیلم‌ها یا برنامه‌های تلویزیونی که وی در آن نقش داشته‌است می‌توان به روزی روزگاری، در جستجوی زندگی و دوست‌پسر مرده من اشاره کرد.